# Melochia leucantha
Melochia leucantha là một loài thực vật có hoa trong họ Cẩm quỳ. Loài này được J.F. Macbr. mô tả khoa học đầu tiên năm 1956.